# Charbogne
Charbogne település Franciaországban, Ardennes megyében. Lakosainak száma 219 fő (2022. január 1.). Charbogne Alland’Huy-et-Sausseuil, Attigny, Écordal, Givry, Saint-Lambert-et-Mont-de-Jeux és Suzanne községekkel határos.

## Népesség
A település népességének változása:
| Lakosok száma | 258  | 207  | 184  | 210  | 212  | 219  | 225  | 222  | 221  | 219  |
|               | 1968 | 1982 | 1990 | 2006 | 2013 | 2015 | 2017 | 2019 | 2020 | 2022 |